# Vera Zozulja
Vera Zozuļa (Talsi, 15 gennaio 1956) è un'ex slittinista sovietica, vincitrice di una medaglia d'oro ai Giochi olimpici a Lake Placid 1980. Dopo la dissoluzione dell'Unione Sovietica (1991) ha acquisito la cittadinanza lettone.

## Biografia
Iniziò a gareggiare per la nazionale sovietica nelle varie categorie giovanili nella specialità del singolo, ottenendo, quale miglior risultato, un quarto posto ai campionati europei juniores di Oberhof 1975.
A livello assoluto esordì in Coppa del Mondo nella stagione 1977/78, conquistò il primo podio il 5 febbraio 1978 nel singolo a Hammarstrand (3ª) e la prima ed unica vittoria il 7 febbraio 1982 a Tatranská Lomnica sempre nella specialità individuale. In classifica generale trionfò nella disciplina del singolo nel 1981/82.
Partecipò a tre edizioni dei Giochi olimpici invernali, sempre nella specialità del singolo: giunse nona ad Innsbruck 1976, ottenne la medaglia d'oro a Lake Placid 1980, dove fece segnare il miglior tempo in tutte e quattro le manches disputate, ed a Sarajevo 1984, in quella che fu la sua ultima competizione a livello internazionale, concluse la gara al quinto posto.
Prese parte altresì a sette edizioni dei campionati mondiali, aggiudicandosi una medaglia d'oro, una d'argento ed una di bronzo nel singolo: rispettivamente ad Imst 1978, ad Igls 1977 e ad Hammarstrand 1981. Nelle rassegne continentali, sempre per quanto concerne le competizioni individuali, conquistò due medaglie entrambe le volte ancora sul catino di Hammarstrand: vinse il titolo europeo nel 1976 e fu terza nel 1978.
Conclusa l'attività agonistica divenne allenatrice, lavorando prima con la nazionale sovietica, poi con quella polacca ed infine con quella lettone; come riconoscimento di questa strepitosa carriera, nel 2007 è stata introdotta nella Hall of Fame della Federazione Internazionale Slittino.

## Palmarès

### Olimpiadi
- 1 medaglia:
  - 1 oro (singolo a Lake Placid 1980).

### Mondiali
- 3 medaglie:
  - 1 oro (singolo ad Imst 1978);
  - 1 argento (singolo ad Igls 1977);
  - 1 bronzo (singolo ad Hammarstrand 1981).

### Europei
- 2 medaglie:
  - 1 oro (singolo ad Hammarstrand 1976);
  - 1 bronzo (singolo ad Hammarstrand 1978).

### Coppa del Mondo
- Vincitrice della Coppa del Mondo nella specialità del singolo nel 1981/82.
- 4 podi (tutti nel singolo):
  - 1 vittoria;
  - 1 secondo posto;
  - 2 terzi posti.

#### Coppa del Mondo - vittorie
| Data            | Luogo             | Paese          | Disciplina |
| --------------- | ----------------- | -------------- | ---------- |
| 7 febbraio 1982 | Tatranská Lomnica | Cecoslovacchia | Singolo    |